# Mitrofan Popow

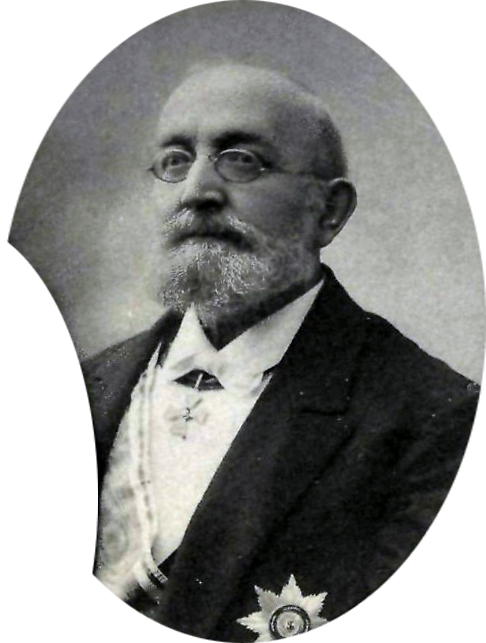
Popov Mitrofan

Mitrofan Aleksiejewicz Popow (ros. Митрофан Алексеевич Попов; ur. 30 października 1843, zm. 27 grudnia 1905 w Charkowie) – rosyjski anatom, profesor na Uniwersytecie w Charkowie. Studiował w Charkowie, był uczniem Lambla. W 1872 roku został doktorem medycyny. Od 1874 roku Privatdozent i prosektor na Wydziale Anatomicznym Uniwersytetu w Charkowie, od 1888 roku profesor anatomii.